# But Not Tonight
But Not Tonight è un singolo del gruppo musicale britannico Depeche Mode, pubblicato il 22 ottobre 1986 come quarto estratto dal quinto album in studio Black Celebration.

## Descrizione
Il brano fu originariamente incluso come b-side del primo singolo Stripped nel Regno Unito, ma la Sire Records (contrariamente a quelle che erano le intenzioni del gruppo) decise di inserirlo nella lista tracce di Black Celebration e di pubblicarlo come singolo vero e proprio nel mercato statunitense al posto della sopracitata Stripped e per l'occasione in una nuova versione remixata da Robert Margouleff. Nello stesso periodo il brano apparve nella colonna sonora del film Modern Girls, diretto da Jerry Kramer.
But Not Tonight non venne mai eseguito dal vivo dal gruppo fino al 2013, in cui durante un'esclusiva esibizione al Troubadour (poco prima dell'inizio del Delta Machine Tour) è stata eseguita una versione acustica con Martin Gore alla voce accompagnato al pianoforte dal turnista Peter Gordeno; essa è stata successivamente proposta in 57 date del Delta Machine Tour (una versione appare anche nell'album dal vivo Live in Berlin). Nel 2023 la versione acustica è tornata in scaletta in occasione del concerto dei Depeche Mode svoltosi a Bologna.

## Video musicale
Il video musicale, diretto da Tamra Davis, mostra scene del gruppo intento a eseguire il brano con altre tratto da vari spezzoni di Modern Girls.

## Tracce
Testi e musiche di Martin L. Gore.
7"
- Lato A

1. But Not Tonight – 3:54

- Lato B

1. Stripped – 3:49

12"
- Lato A

1. But Not Tonight (Extended Mix) – 6:17
2. Breathing in Fumes – 6:04

- Lato B

1. Stripped (Highland Mix) – 6:41
2. Black Day – 2:35

## Formazione
Hanno partecipato alle registrazioni, secondo le note di copertina di Black Celebration:
Gruppo
- Alan Wilder – strumentazione, voce
- Andrew Fletcher – strumentazione, voce
- David Gahan – strumentazione, voce principale
- Martin Gore – strumentazione, voce

Produzione
- Depeche Mode – produzione
- Gareth Jones – produzione
- Daniel Miller – produzione
- Peter Schmidt – ingegneria del suono
- Tim Young – mastering
- M. Atkins – illustrazione
- D. A. Jones – illustrazione
- M. Higenbottam – illustrazione
- Brian Griffin – fotografia copertina
- Stuart Graham – assistenza alla fotografia